# Dolicheremaeus alveolatus
Dolicheremaeus alveolatus är en kvalsterart som först beskrevs av Oudemans 1915.  Dolicheremaeus alveolatus ingår i släktet Dolicheremaeus och familjen Tetracondylidae. Inga underarter finns listade i Catalogue of Life.